# Pieter Pourbus

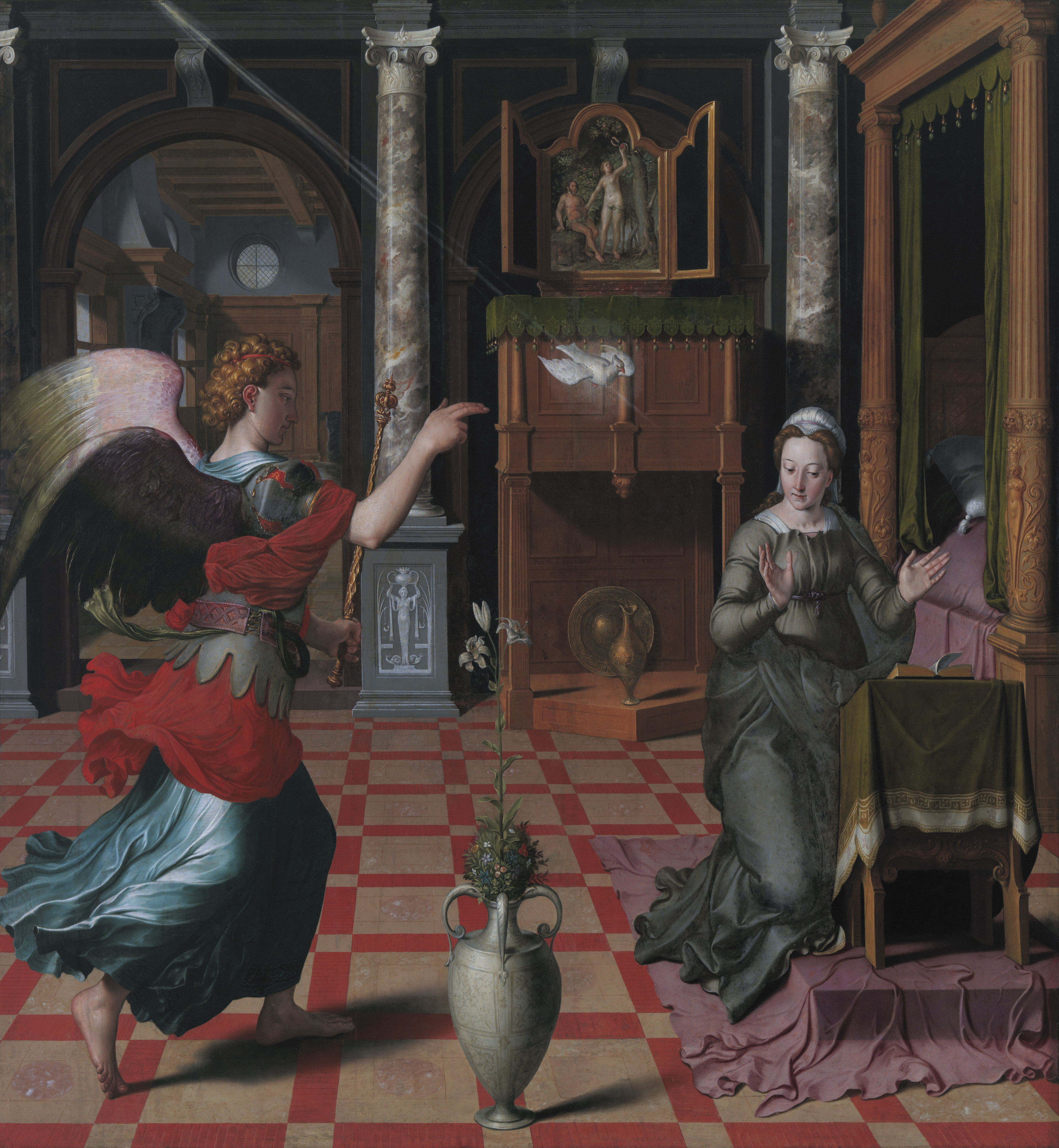
Bebådelsen

Pieter Pourbus, född 1523, död 30 januari 1584, var en flamländsk målare. Han var far till Frans Pourbus den äldre och farfar till Frans Pourbus den yngre.
Pieter Pourbus målade främst kyrkobilder men var även en framstående porträttmålare.
Asteroiden 14019 Pourbus är uppkallad efter honom.